# I Love to Love (But My Baby Loves to Dance)
"I Love to Love (But My Baby Loves to Dance)" är en singel av Tina Charles, från hennes debutalbum, I Love to Love. Den släpptes först 1976 och remixades av The DMC (Disco Mix Club) 10 år senare och blev en stor framgång  i många länder. Den versionen innehåller en instrumentallåt av Biddu Orchestra, "Sunburn", som B-sida.

## Listplacering
Låten skrevs av Jack Robinson och James Bolden, samt producerades av Biddu, "I Love to Love (But My Baby Loves to Dance)" blev Tina Charless första av sju Top 40-hitsinglar. Manchestermusikerna, Richie Close [klaviatur], Clive Allen [gitarr], Des Browne [bas] och Tom Daley [slagverk]. Biddus rytmsektion skapade soundet som kännetecknade Tina Charless skivor. Dock var det hennes enda singeletta i Storbritannien, där den toppade i tre veckor i mars 1976.
Den nådde topplaceringen #2 på amerikanska Disco Singles Chart.

## Låtlista
7"-singel
1. "I Love to Love" — 3:02
2. "Disco Fever" — 4:12

## Coverversioner
Siw Malmkvist spelade 1976 in låten på albumet Explosiw, då på svenska under titeln "Jag gillar dans" 

## Listplacering och försäljning

### Topplacering
| Lista (1976)                        | Topplacering |
| ----------------------------------- | ------------ |
| Österrikiska singellistan           | 20           |
| Västtyska singellistan              | 6            |
| Irländska singellistan              | 1            |
| Norska singellistan                 | 2            |
| Svenska singellistan                | 2            |
| Brittiska singellistan              | 1            |
| Amerikanska Billboard Disco Singles | 2            |
| Lista (1986) 1                      | Topplacering |
| Brittiska singellistan              | 67           |
| Lista (1987) 1                      | Topplacering |
| Franska singellistan                | 2            |
| Västtyska singellistan              | 5            |
| Brittiska singellistan              | 87           |

1 Remix

### Årslistor
| Lista (1987)        | Topplacering |
| ------------------- | ------------ |
| Nederländska Top 40 | 45           |

### Certifiering
| Land      | Certifiering | Datum            | Sålda exemplar |
| --------- | ------------ | ---------------- | -------------- |
| Frankrike | Silver       | 1987             | 200 000        |
| Kanada    | Guld         | 1 september 1976 | 50 000         |

### Fotnoter
1. ↑  ”Svensk mediedatabas”. http://smdb.kb.se/catalog/id/001885996. Läst 12 maj 2011.
2. ↑  "I Love to Love", Österrikiska singellistan austriancharts.com (Läst 16 juni 2008)
3. 1 2  Västtyska singellistan Charts-surfer.de Arkiverad 8 januari 2010 hämtat från the Wayback Machine. (Läst 16 juni 2008)
4. ↑  Irländska singellistan Irishcharts.ie (Läst 16 juni 2008)
5. ↑  "I Love to Love", Norska singellistan Norwegiancharts.com (Läst 16 juni 2008)
6. ↑  "I Love to Love", Svenska singellistan Swedishcharts.com (Läst 16 juni 2008)
7. 1 2 3  ”I Love to Love – Chart History” (på engelska). The Official UK Charts Company. http://www.officialcharts.com/search/singles/i%20love%20to%20love/. Läst 8 juli 2017.
8. ↑  Billboard [I Love to Love på Allmusic (engelska) allmusic.com] (Läst 16 juni 2008)
9. ↑  "I Love to Love", Franska singellistan Lescharts.com (Läst 16 juni 2008)
10. ↑  ”Single top 100 over 1987” (på nederländska) (pdf). Top40. http://www.top40.nl/pdf/Top%20100/top%20100%20-%201987.pdf. Läst 21 september 2010.
11. ↑  ”Les certifications depuis 1973, database” (på franska). Infodisc. Arkiverad från originalet den 13 juli 2012. https://www.webcitation.org/697lSTfwO?url=http://www.infodisc.fr/Single_Certif.php. Läst 21 september 2010.
12. ↑  Kanadensiska certifiering cria.ca Arkiverad 26 december 2009 hämtat från the Wayback Machine. (Läst 16 juni 2008)